# 진짜 사나이 (노래)
〈진짜 사나이〉는 유호가 작사하고 이흥렬이 작곡한 노래로, 1962년 발표되었다. 대한민국 국군의 군가로 사용되고 있다.